# Diplotropis peruviana
Diplotropis peruviana là một loài thực vật có hoa trong họ Đậu. Loài này được J.F.Macbr. miêu tả khoa học đầu tiên.